# Stenotarsus solidus
Stenotarsus solidus is een keversoort uit de familie zwamkevers (Endomychidae). De wetenschappelijke naam van de soort werd in 1916 gepubliceerd door Willis Stanley Blatchley & Leng.